# Baška (Chorwacja)

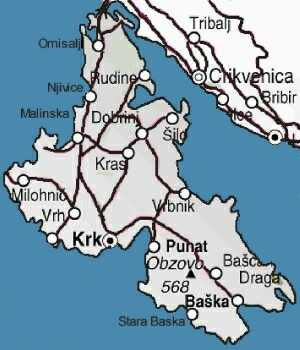
Mapa wyspy Krk, z zaznaczeniem Baški

Baška – wieś w Chorwacji, w żupanii primorsko-gorskiej, w gminie Baška. Leży na południowo-zachodnim wybrzeżu wyspy Krk, 19 km od miasta Krk. W 2011 roku liczyła 981 mieszkańców.
W pobliżu miasta znaleziono inskrypcję znaną jako Baščanska ploča (płyta z Baški). Było to pierwsze miejsce na wyspie Krk o charakterze turystycznym wykorzystywane do kąpieli. Wyjątkowymi elementami Baški są jej długa na 2 km żwirowa plaża (Rajska plaža) oraz licząca 1800 m żwirowa plaża Vela plaža odpowiednia dla dzieci i osób niepływających. Wzdłuż plaży ciągnie się nadmorska promenada wraz ze starówką.